# Hao Yun
Hao Yun (郝运S; Hebei, 23 giugno 1995) è un nuotatore cinese.

## Carriera
Ha rappresentato la Cina ai Giochi olimpici estivi di Londra 2012, dove ha fatto parte della staffetta maschile 4x200m stile libero vincitrice della medaglia di bronzo.

## Palmarès
- Giochi olimpici

Londra 2012: bronzo nella 4x200m sl.
- Mondiali

Barcellona 2013: bronzo nella 4x200m sl.
- Mondiali in vasca corta

Istanbul 2012: argento nei 400m sl.
- Giochi asiatici

Incheon 2014: oro nella 4x100m sl.
- Campionati asiatici

Dubai 2012: oro nella 4x200m sl, argento nei 200m sl, nei 400m sl e nei 1500m sl.